# Парад коров
«Пара́д коро́в» (англ. CowParade) — международная художественная акция, проходящая на улицах крупнейших городов мира. В ходе акции скульптуры коров в натуральную величину, изготовленные из стекловолокна, разрисовываются художниками и выставляются на всеобщее обозрение на улицах городов или в общественных центрах. После этого коровы продаются на аукционах, а вырученные деньги поступают в благотворительные фонды.
«Парад коров» впервые был проведён в Цюрихе в 1998 году (концепция акции была разработана скульптором Beat Seeberger-Quin). Международная слава к «Параду» пришла в 1999 году, когда американский бизнесмен Питер Хениг организовал «Парад коров» на улицах Чикаго.

Коровы у Дома книги на Новом Арбате в Москве (август 2006)

## «Парад коров» в Москве
«Парад коров» проходил в Москве в 2005 (впрочем, некоторых представителей коровьего племени, раскрашенных художниками, можно было наблюдать в столице и в 2006 году, в частности, у дверей московского Дома книги на Новом Арбате). Среди авторов, принявших участие в расписывании коров, были Андрей Бартенев, Андрей Макаревич, Назаренко, Татьяна Григорьевна, Борис Гребенщиков, Святослав Ушаков, Леонид Тишков, Анастасия Немоляева и др. Всего росписи должна была «подвергнуться» 101 корова.
По сообщениям прессы, вид раскрашенных коров на улицах Москвы вызвал у москвичей и гостей столицы приступ агрессии. 67 коров за два месяца подверглись насилию: им отламывали рога, срывали с постамента, прокалывали бока ножами. По словам организаторов, такому варварскому отношению данная акция не подвергалась ни в одном из городов мира.

## Города, в которых проходил «Парад коров»
Северная и Южная Америка
| - Мехико (2006) - Буэнос-Айрес (2006) - Мадисон (Висконсин) (2006) - Бостон (2006) - Денвер (2006) - Белу-Оризонти, Бразилия (2006) - Сан-Паулу, Бразилия (2006) | - Портленд (2005) - Гаррисберг (2004) - Вест-Хартфорд (Коннектикут) (2003) - Атланта (2003) - Лас-Вегас (2002) - Сан-Антонио (2002) | - Хьюстон (2001) - Канзас-Сити (2001) - Нью-Йорк (2000) - Стемфорд (Коннектикут) (2000) - Вест-Оранж (Нью-Джерси) (2000) - Чикаго (1999) |

Европа
| - Телемарк, Норвегия (2006) - Будапешт (2006) - Париж (2006) - Лиссабон (2006) - Эдинбург (2006) - Москва (2005) - Флоренция (2005) - Барселона (2005) - Афины (2006) | - Бухарест (2005) - Варшава (2005) - Братислава (2005) - Женева (2005) - Монако (2005) - Прага (2004) | - Манчестер (2004) - Стокгольм (2004) - Дублин (2003) - Брюссель (2003) - Остров Мэн (2003) - Лондон (2002) - Кётен (2001) - Вентспилс, Латвия (2002, 2012) |

Африка, Азия, Австралия
| - Сидней (2002) - Токио (2005) - ЮАР (2004) - Окленд (Новая Зеландия) (2003) |